# 交斜镇
交斜镇，是中华人民共和国陕西省渭南市临渭区下辖的一个乡镇级行政单位。

## 行政区划
交斜镇下辖以下地区：
光新村、果园村、美王村、光二村、秋池村、光一村、新寨村、兴禹村、辛兴村、芦任村、仁村、交斜村、雷丰村、渭阳村、团结村、侯家村、五丰村、来化村和秋丰村。